# Harry Meyen
Harry Meyen (nacido Harald Haubenstock; 31 de agosto de 1924 - 15 de abril de 1979) fue un actor de cine alemán. Apareció en más de 40 películas y producciones televisivas entre 1948 y 1975. En el los años 60 también fue director de teatro en Alemania occidental.

## Vida personal
Meyen nació en Hamburgo, hijo de un comerciante judío que fue deportado a un campo de concentración durante el régimen nazi. Meyen, de 18 años, fue encarcelado por ser mischling (palabra alemana que significa «cruzado» o «híbrido) y sobrevivió al campo de concentración de Neuengamme.
Después de la guerra, empezó su carrera con Willy Maertens en el Teatro de Thalia del Hamburgo. Desde 1952 actuó en el Teatro Aachen y de 1955 se mudó a Berlín. También protagonizó las películas dirigidas por Helmut Käutner, Falk Harnack y Wolfgang Staudte, interpretando a un joven agente de la Luftwaffe en la película de 1955 "Des Teufels General" junto a Curd Jürgens. También trabajó como actor de doblaje de Dirk Bogarde, Robert Mitchum, Michel Piccoli, Peter Vendedores y Jean-Louis Trintignant.
Desde 1953 hasta 1966 estuvo casado con la actriz Anneliese Römer. En julio de 1966 se casó con Romy Schneider en Saint-Jean-Cap-Ferrat. Su hijo David Christopher nació el 3 de diciembre de 1966. La familia vivió en Berlín y más tarde en Hamburgo. Meyen se ocupó de la producción de obras de teatro y óperas, obteniendo un éxito moderado. La pareja finalmente se divorció en 1975, y Schneider llevó a su hijo con ella a Francia.
Meyen padecía depresión, secuela de las torturas recibidas en los campos de concentración nazi. En 1979, Meyen se ahorcó en su casa en Hamburgo. Fue enterrado en el cementerio de Ohlsdorf. Su hijo murió en un accidente dos años más tarde.

## Filmografía seleccionada
- Nora's Ark (1948) - Peter Stoll
- K – Das Haus des Schweigens [de] (1951) - Roger
- The Sergeant's Daughter (1952) - Leutnant Robert Kroldt
- Alraune (1952) - Count Geroldingen
- We're Dancing on the Rainbow (1952) - Grigory
- Beloved Life (1953) - Jürgen von Bolin
- Regina Amstetten (1954) - Jürgen von Bredow
- Der treue Husar (1954) - Fred Wacker
- The Telephone Operator (1954) - Curt Cramer
- El general del diablo (1955) - Leutnant Hartmann
- Miracle Mile (1956) - Philip Ardent
- Meine 16 Söhne (1956)
- Night of Decision (1956)
- Junger Mann, der alles kann (1957) - Hubert Rombach, Kunsthändler
- Scandal in Bad Ischl (1957) - Dr. Balsam, Assistenzarzt
- Escape from Sahara [de] (1958) - Jean de Maire
- Petersburger Nächte [de] (1958)
- Der eiserne Gustav (1958) - Assessor
- Freddy, the Guitar and the Sea (1959) - Lothar Brückner
- Old Heidelberg (1959) - Graf Detlev v. Asterberg
- The High Life (1960) - Heinrich
- Sweetheart of the Gods (1960) - Volker Hellberg
- Storm in a Water Glass (1960) - George
- A Woman for Life (1960) - Leutnant Karl Degenhardt
- Lebensborn (1961) - Hauptsturmführer Dr. Hagen
- Mörderspiel (1961) - Klaus Troger
- Doctor Sibelius (1962) - Dr. Möllendorf
- Redhead (1962) - Herbert Lucas
- Enough Rope (1963) - Tony
- The Curse of the Hidden Vault (1964) - Inspector Angel
- Is Paris Burning? (1966) - Lieutenant von Arnim
- Triple Cross (1966) - Lieutenant Keller
- Photo Finish [de] (directed by Harry Meyen, 1970, TV film) - Sam Kinsale
- Derrick: Kamillas junger Freund (1975, TV) - Dr. Hauffe
- Derrick: Mord im TEE 91 (1977, TV) - Harris